# インパ・カサンガナイ
インパ・カサンガナイ（Impa Kasanganay、1994年1月17日 - ）は、アメリカ合衆国の男性総合格闘家。フロリダ州フォートローダーデール出身。キルクリフFC所属。PFLライトヘビー級トーナメント2023王者。

## 来歴
両親はコンゴ民主共和国からの移民であり、フロリダ州フォートローダーデールで生まれた。12歳の時にノースカロライナ州へ移住し、高校ではアメリカンフットボールを経験した。2019年、プロ総合格闘技デビュー。
2020年8月11日、Dana White's Contender Series 28でアンソニー・アダムスと対戦し、3-0の判定勝ちを収め、UFCとの契約権を獲得した。

### UFC
2020年8月29日、UFC初参戦となったUFC Fight Night: Smith vs. Rakićでマキ・ピトーロと対戦し、3-0の判定勝ち。
2020年10月11日、UFC Fight Night: Moraes vs. Sandhagenでホアキン・バックリーと対戦し、左ミドルキックをキャッチした際にカウンターの右スピニングバックキックをもらい2RKO負け。

### PFL
2023年3月10日、PFL初参戦となったPFL Challenger Series 15でオサマ・エルセディと対戦し、右ストレートで1RTKO勝ち。
2023年4月1日、PFL 1でコーリー・ヘンドリックスと対戦し、3-0の判定勝ちを収め3ポイントを獲得。6月8日、PFL 4でティム・キャロンと対戦し、肩固めで2R一本勝ちを収め5ポイントを獲得し、合計8ポイントでプレーオフ進出を果たした。
2023年8月4日、PFL 7のライトヘビー級トーナメント準決勝でマルシン・ハムレットと対戦し、右ストレートと左フックのコンビネーションで1RKO勝ち。11月24日、PFL 10のライトヘビー級トーナメント決勝でジョシュ・シウベイラと対戦し、3-0の5R判定勝ちを収め優勝を果たし、優勝賞金100万ドル（約1億5000万円）を獲得した。
2024年2月24日、PFLが昨年買収したBellatorとの共同開催となったPFL vs. BellatorでBellator世界ミドル級王者ジョニー・エブレンと両団体王者の対抗戦を行い、僅差で1-2の判定負け。
2024年4月12日、PFL 2でアレックス・ポリッツィと対戦し、スタンドパンチ連打で1RTKO勝ちを収め6ポイントを獲得。

## 戦績
| 総合格闘技 戦績 | 総合格闘技 戦績 | 総合格闘技 戦績 | 総合格闘技 戦績 | 総合格闘技 戦績 | 総合格闘技 戦績 | 総合格闘技 戦績 |
| --------------- | --------------- | --------------- | --------------- | --------------- | --------------- | --------------- |
| 24 試合         | (T)KO           | 一本            | 判定            | その他          | 引き分け        | 無効試合        |
| 18 勝           | 5               | 4               | 9               | 0               | 0               | 0               |
| 6 敗            | 4               | 0               | 2               | 0               | 0               | 0               |

| 勝敗 | 対戦相手                     | 試合結果                               | 大会名                                                                     | 開催年月日     |
| ×    | ファビアン・エドワーズ       | 2R 2:47 KO (左ストレート→パウンド)     | PFL World Tournament 2025 1st Round 【2025年PFLミドル級トーナメント1回戦】 | 2025年4月19日  |
| ×    | ドブレジャン・ヤシムラドフ   | 1R 0:58 KO（右アッパー連打）           | PFL 10 【2024年PFLライトヘビー級トーナメント決勝】                         | 2024年11月29日 |
| ○    | ジョシュ・シウベイラ         | 5分3R終了 判定3-0                      | PFL 8 【2024年PFLライトヘビー級トーナメント準決勝】                        | 2024年8月21日  |
| ○    | ジェイコブ・ネド             | 2R 5:00 TKO（ドクターストップ）        | PFL 5 【2024年PFLライトヘビー級トーナメント・レギュラーシーズン2回戦】     | 2024年6月21日  |
| ○    | アレックス・ポリッツィ       | 1R 3:39 TKO（スタンドパンチ連打）      | PFL 2 【2024年PFLライトヘビー級トーナメント・レギュラーシーズン1回戦】     | 2024年4月12日  |
| ×    | ジョニー・エブレン           | 5分3R終了 判定1-2                      | PFL vs. Bellator: Champs                                                   | 2024年2月24日  |
| ○    | ジョシュ・シウベイラ         | 5分5R終了 判定3-0                      | PFL 10 【2023年PFLライトヘビー級トーナメント決勝】                         | 2023年11月24日 |
| ○    | マルシン・ハムレット         | 1R 2:24 KO（左フック）                 | PFL 7 【2023年PFLライトヘビー級トーナメント準決勝】                        | 2023年8月4日   |
| ○    | ティム・キャロン             | 2R 3:52 肩固め                         | PFL 4 【2023年PFLライトヘビー級トーナメント・レギュラーシーズン2回戦】     | 2023年6月8日   |
| ○    | コーリー・ヘンドリックス     | 5分3R終了 判定3-0                      | PFL 1 【2023年PFLライトヘビー級トーナメント・レギュラーシーズン1回戦】     | 2023年4月1日   |
| ○    | オサマ・エルセディ           | 1R 4:15 TKO（右ストレート→パウンド）   | PFL Challenger Series 15                                                   | 2023年3月10日  |
| ○    | ジャレッド・グッデン         | 1R 3:16 TKO（スタンドパンチ連打）      | XMMA 5                                                                     | 2022年7月23日  |
| ×    | ライモンド・マゴメドアリエフ | 5分3R終了 判定1-2                      | Eagle FC 46                                                                | 2022年3月11日  |
| ×    | カールストン・ハリス         | 1R 2:38 TKO（パウンド）                | UFC Fight Night: Smith vs. Spann                                           | 2021年9月18日  |
| ○    | サーシャ・パラトニコフ       | 1R 0:26 リアネイキドチョーク           | UFC on ABC 2: Vettori vs. Holland                                          | 2021年4月10日  |
| ×    | ホアキン・バックリー         | 2R 2:03 KO（右スピニングバックキック） | UFC Fight Night: Moraes vs. Sandhagen                                      | 2020年10月11日 |
| ○    | マキ・ピトーロ               | 5分3R終了 判定3-0                      | UFC Fight Night: Smith vs. Rakić                                           | 2020年8月29日  |
| ○    | アンソニー・アダムス         | 5分3R終了 判定3-0                      | Dana White's Contender Series 28                                           | 2020年8月11日  |
| ○    | カイラン・ヒル               | 5分3R終了 判定3-0                      | Dana White's Contender Series 26                                           | 2019年8月27日  |
| ○    | デボリアス・タッブス         | 5分3R終了 判定2-1                      | LFA 71                                                                     | 2019年7月12日  |
| ○    | ロジャー・プラッチャー       | 1R 4:30 リアネイキドチョーク           | KOTC: Rumble On The River 2                                                | 2019年5月11日  |
| ○    | ジョン・ルイス               | 1R 1:58 バーバルサブミッション         | Island Fights 54                                                           | 2019年3月22日  |
| ○    | ダーレン・ウィルソン         | 5分3R終了 判定3-0                      | Island Fights 53                                                           | 2019年3月6日   |
| ○    | ギャレット・フォスディク     | 5分3R終了 判定2-1                      | 864 Fighting Championship: Showcase MMA                                    | 2019年1月25日  |

## 獲得タイトル
- PFLライトヘビー級トーナメント優勝（2023年）